# Richard Maitland
Richard Maitland, Lord Lethington (* 1496; † 1. August 1586) war ein schottischer Staatsmann, Historiker und Dichter in der Renaissance.

## Leben
Maitland war der älteste Sohn von Sir William Maitland, der mit König Jakob IV. 1513 in der Schlacht von Flodden Field fiel. Er wurde in St Andrews und Paris ausgebildet und diente unter König Jakob V. Er wurde zum Ritter geschlagen und 1515 als Erbe seines Vaters mit den feudalen Baronien Lethington in East Lothian und Thirlestane in Berwickshire belehnt. Im Rahmen des Rough Wooing wurde seine Burg in Lethington 1549 von einem englischen Heer niedergebrannt. 1559 gehörte er zu den Diplomaten die den Friedensschluss von Upsettlington mit den Engländern aushandelten.
Unter Königin Maria Stuart wurde er 1561 Ordinary Lord of Session (Richter am Court of Session), erhielt als schottischer Law Lord auf Lebenszeit den Titel Lord Lethington und wurde in den schottischen Kronrat (Privy Council) aufgenommen. Er hatte zudem die Staatsämter des Keeper of the Great Seal of Scotland und des Keeper of the Privy Seal of Scotland inne. Obwohl er um 1561 erblindete übte er seine Ämter bis 1584 aus.
Maitland schrieb satirische und patriotische Verse, die die beschwerlichen Zustände in Schottland behandelten. Er ist jedoch hauptsächlich wegen seiner Sammlung früher schottischer Gedichte, die als „Maitland Folio Manuscript“ bekannt sind, in Erinnerung. Seine Tochter fügte dieser Sammlung später eine weitere Anthologie hinzu – das „Maitland Quarto Manuscript“.
Er heiratete Margaret Cranston († März 1586), Tochter von Sir Thomas Cranstoun of Corsbie. Mit ihr hatte er drei Söhne und vier Töchter:
- William Maitland of Lethington (um 1525–1573), schottischer Außenminister, ⚭ (1) Janet Menteith, ⚭ (2) 1567 Mary Fleming, Tochter des Malcolm Fleming, 3. Lord Fleming;
- John Maitland, 1. Lord Maitland, of Thirlestane (um 1545–1595), schottischer Justizminister, ⚭ 1583 Jean Fleming, Tochter des James Fleming, 4. Lord Fleming;
- Thomas Maitland (um 1550–1572);
- Helen Maitland ⚭ Sir John Cockburn of Clerkington;
- Margaret Maitland ⚭ William Douglas of Whittinghame;
- Mary Maitland († 1596) ⚭ 1586 Sir Alexander Lauder of Hatton;
- Isabel Maitland ⚭ Sir James Heriot of Traboun.